# Monleras
Monleras település Spanyolországban, Salamanca tartományban. Monleras Carbellino, Villaseco de los Reyes, Puertas, El Manzano, Sardón de los Frailes, Salce és Roelos de Sayago községekkel határos. Lakosainak száma 245 fő (2024).

## Népesség
A település népessége az elmúlt években az alábbi módon változott:
| Lakosok száma | 282  | 272  | 261  | 263  | 256  | 250  | 234  | 226  | 228  | 245  |
|               | 2001 | 2004 | 2007 | 2009 | 2012 | 2014 | 2017 | 2019 | 2022 | 2024 |